# Ciclina K
La ciclina K (CCNK) es una proteína codificada en los humanos por el gen CCNF. La ciclina K pertenece a la familia de las ciclinas, cuyos miembros se caracterizan por incrementar drásticamente sus niveles en las células de forma periódica cada vez que se inicia el ciclo celular. 

## Características
La ciclina K es codificada por el virus del sarcoma de Kaposi (HVSK), un virus tumoral humano asociado con el desarrollo del sarcoma de Kaposi y neoplasias linfoides malignas en individuos inmunocomprometidos. La ciclina K comparte elementos de la secuencia e identidad de la ciclina D1. Las propiedades tumorigénicas de la ciclina K se han demostrado en linfocitos de animales transgénicos.

## Función
La ciclina K es un importante regulador de transiciones del ciclo celular a través de su capacidad para unirse y activar proteín-quinasas fosforilando el dominio C-terminal de la principal subunidad de la ARN polimerasa II. El complejo Cdk9/ciclina K es uno de los componentes esenciales de la maquinaria proteica para la regulación de la transcripción de genes. Cdk9 unido a la ciclina K y la ciclina T forma el complejo P-TEFb que es un factor de transcripción implicado en la elongación de la secuencia traducido por el ARN polimerasa II.